# 滅絕 (電影)
是一部於2018年上映的英美合拍科幻驚悚片，由亞力克斯·嘉蘭執導和撰寫劇本。電影改編自杰夫·范德米尔的《湮灭》，由娜塔莉·波特曼主演。
《滅絕》由派拉蒙影業發行，並定於2018年2月23日在美國和加拿大上映、4月13日在中國大陸上映，而其他國家大多由Netflix播放。

## 劇情
在位于美国南部海岸的政府區域X的設施中，細胞生物學教授和前美國陸軍士兵莉娜经历了一次关于进入被稱為「微光」（the shimmer）异象的隔離，而她和她的丈夫是仅有的倖存者。
在一次回憶中，莉娜的丈夫是一位名叫凱恩的美國陸軍特種部隊士兵，在一年前的一次任務中失踪後，毫無預警地返回家中。他不記得那個時候的事情而且他突然變得很不舒服。政府安全部隊在莉娜和凱恩前往醫院的路上攔截了他們，並將他們帶到附近的微光電磁場已经擴散了三年的區域X中。心理學家凡翠絲博士招募莉娜加入該項目，解釋說，包括凱恩在內的軍隊，冒險進入了微光并抵达了在其中的燈塔，當微光第一次出现的时候。除了現在處於昏迷狀態的凱恩外，沒有人回來過。莉娜參加凡翠絲的研究考察隊。考察队包括有物理學家喬西·拉德克、人類學家卡斯·謝潑德和急救護理人員安雅·托倫森。
導航技術失效，團隊忘記了如何度量時間，並且有一隻突變的鱷魚攻擊了喬西。團隊救出了她，並得知鱷魚有與鯊魚雜交的跡象。團隊在一個廢棄的軍事基地中，發現了凱恩考察的證據。記憶卡上的影像顯示凱恩切開了一名活着的探險隊成員，展示他正在移動的腸道。那天晚上，當凡翠絲和莉娜站崗時，基地的圍欄被撕開。一個突變的熊將卡斯拉走並殺死了她。
隨著團隊繼續向著微光中心的燈塔前進，他們發現一個充滿人形植物的小鎮。喬西假設微光是以稜鏡扭曲和折射光線的方式來影響有機體的。團隊成員意識到他們也在迅速受到影响而改变。那天晚上，精神受到影响的安雅襲擊並囚禁了莉娜、喬西和凡翠絲。她發現了凱恩是莉娜的丈夫，並指控團隊对卡斯的死负有责任。安雅聽到卡斯在屋子外呼叫的声音并前去调查。殺死了卡斯的熊進入房子，展示出牠模仿卡斯尖叫聲的能力。在喬西射殺這隻熊之前，牠殺死了安雅並攻擊莉娜。
團隊討論著往回走。凡翠絲透露她患有癌症，而且沒有任何更多的東西可以失去，她離開了莉娜和喬西獨自前往燈塔探索。喬西變異為人形植物。莉娜到達並進入燈塔，找到焚化的屍體、攝影機，以及一個在地板上的洞。攝影機中的鏡頭顯示凱恩咆哮著關於微光對他的影響，敦促在鏡頭外的某人找莉娜，最後用白磷手榴彈自殺。一名凱恩的分身走到鏡頭中。
莉娜走下到外星风格的洞裡，發現凡翠絲，她告訴莉娜这个力量会包围一切事物。凡翠絲解體成一個發光的星雲狀結構，從莉娜臉上的一個切口吸收一滴血液，並創造出了一個能夠模仿莉娜的每一個動作的实体，最終轉換成她相同的人形實體。莉娜利用其模仿行為在逃跑之前於它的手中設置了一枚啟用的磷手榴彈。生物被手榴彈點燃著火。火焰完全吞沒了燈塔，該地區的各種結構倒塌，而微光漸漸消失了。
莉娜的匯報結束。她與在微光消失後迅速康復的「凱恩」重聚。她問他是不是真正的凱恩，他回答說：「我不這樣認為。」他問她是不是莉娜，她沒有回應。兩人擁抱時，他們的虹膜發出微光然后慢慢轉換顏色。

## 演員
- 娜塔莉·波特曼 飾 莉娜，生物學家
- 珍妮佛·傑森·李 飾 凡翠絲博士，心理學家和遠征隊的領隊
- 吉娜·羅德里奎 飾 安雅·托倫森，急救護理人員
- 泰莎·湯普森 飾 喬西·拉德克，物理學家
- 圖娃·諾沃妮（英语：Tuva Novotny） 飾 卡斯·謝潑德，勘測員和地質學家
- 奧斯卡·伊薩克 飾 凱恩，莉娜的丈夫，曾是一名遠征軍士兵
- 黃凱旋 飾 盧麥斯
- 水野索諾亞 飾 凱蒂，醫學生
- 大衛·蓋亞西 飾 丹尼爾

## 製作
2013年3月26日，派拉蒙影業和史考特·魯丁製作公司取得傑夫·凡德米爾的《遺落南境三部曲》電影版權。

### 拍攝
主體拍攝在2016年春季於倫敦進行。拍攝於2016年7月完成。

## 發行
《滅絕》定於2018年2月23日在美國上映。但在初步試映後，派拉蒙的金融家之一大衛·艾利森擔心電影「過於知識性」和「太複雜」，並要求改變讓它吸引更普遍的觀眾：包括讓波曼的角色更具同情心和改掉結局。製片人史考特·魯丁支持嘉蘭，希望不改變電影。魯丁的版本为最终版本。
2017年12月7日，據報導，由於魯丁和艾利森之間的衝突以及派拉蒙領導層的轉變，使得片商與Netflix達成了一份協議；根據這項協議，派拉蒙將負責該片在美國和中國大陸發行，Netflix則將在十七天後在其他地區發行該片。但後來中國大陸版海報無派拉蒙標誌，顯示並未參與發行而是大陸方面買斷。